# 四次元アドベンチャー
『四次元アドベンチャー』（よじげんアドベンチャー）は、2010年4月21日、FlyingStar Recordsからリリースされたサクラメリーメンの3枚目のフル・スタジオ・アルバム。

## 概要
「呼吸」に続く本作は配信限定シングルを除くとバンド初となる先行シングル曲無しのアルバム。水戸華之介、つじあやの、山田将司がゲスト・コーラスとして参加。

## 収録曲
全作詞・作曲：小西透太
1. 四次元ビューティーガール（4：08）
全国650の学校にて、4月12日～26日までの間、校内放送にて放送されている曲。オフィシャル携帯サイトには「校内放送BBS」と称して、皆の感想を募っている。
2. そこで泣いた少年（4：29）
3. 夏影（3：15）
2009年8月31日発売の配信限定シングル。
8月6日より先行配信された。
4. TRAIN（3：55）
5. もういいよ（4：04）
6. イヤ イヤ ブルース（3：49）
7. Happy End（4：45）
8. 手紙（2：50）
9. ブルーバード（4：39）
2009年10月14日発売の配信限定シングル。10月7日より先行配信されていた。
2008年敢行「キャラバンで行く!サクラメリーメンの旅2008」ツアーにおいて新曲として披露されていた。
10. フレンドシップ〜卒業の唄〜（2：59）
11. (R'nR)ハロータウン（4：13）
12. また何処か行ってみなくちゃな（5：08）
13. アドベンチャー（4：09）

## タイアップ
- 青森放送制作、日本テレビ系列2010年1月24日放送「極寒の東北マル秘食ツアー10万円ピッタリ食い尽くせ!!SP」エンディングテーマ(#1)
- リクルート「東北じゃらん」コマーシャルソング(#9)